# Watchtime (Zeitschrift)
WatchTime ist das amerikanische Pendant zur Zeitschrift Chronos. Das Magazin erscheint seit 1999 sechs Mal jährlich in den USA und wird von Ebner Publishing International herausgegeben. 
Es richtet sich an Endverbraucher mit Interesse für Uhren, speziell für mechanische Zeitmesser im höherpreisigen und Luxus-Bereich, Juweliere und Fachleute. Der Leser erhält Informationen über technische Aspekte der Uhrmacherkunst, über neue Technologien, Produkte, Marken und Design. In Porträts und Interviews kommen Fachleute zu Wort. Uhrentests und Reportagen gehören zum festen Bestandteil der amerikanischen Special-Interest-Zeitschrift mit Sitz in New York.